# Ovčáry, Kolín
Ovčáry là một làng thuộc huyện Kolín, vùng Středočeský, Cộng hòa Séc.